# Babismus

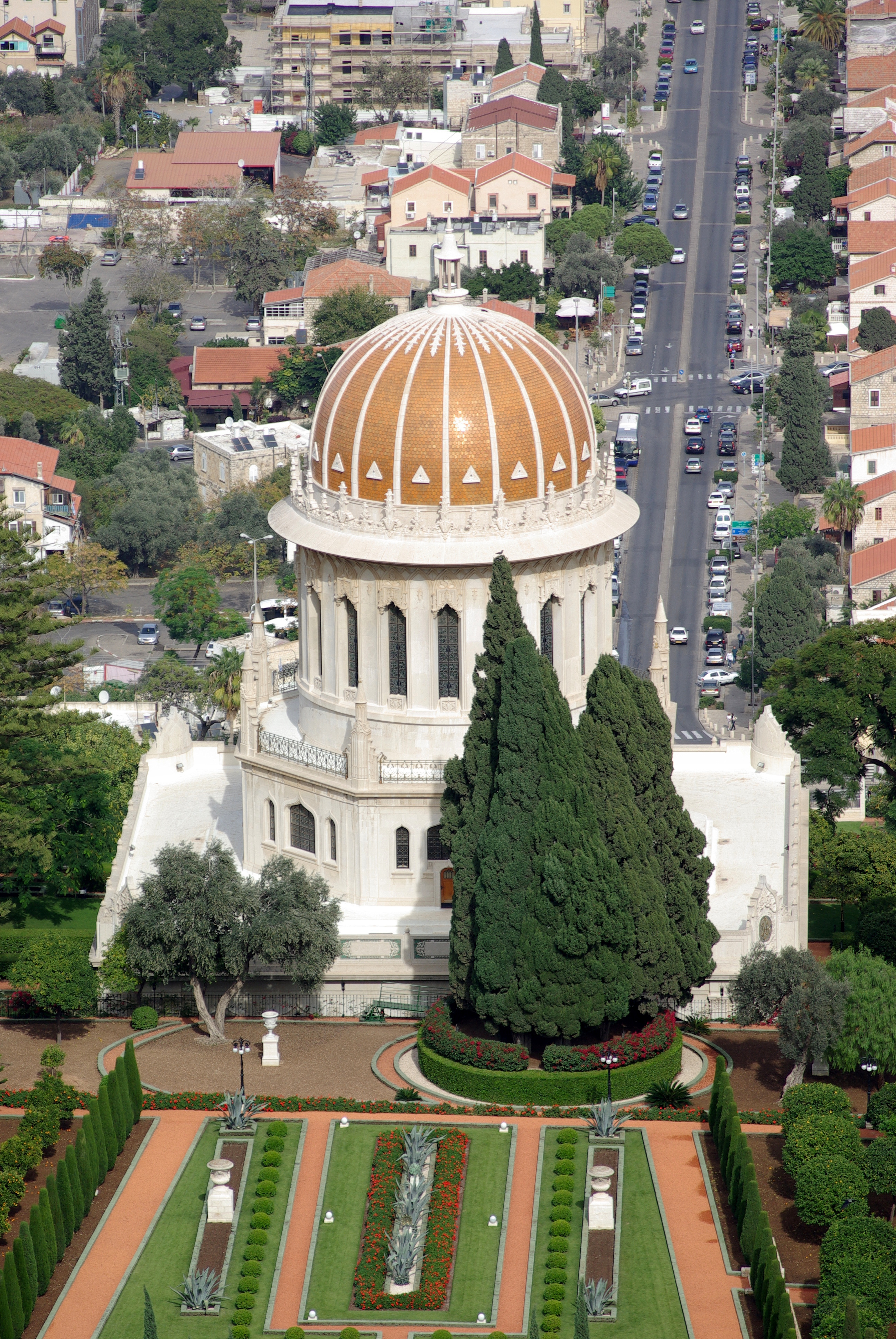
Der Schrein des Bab (Hängende Gärten der Bahai in Haifa, Israel)

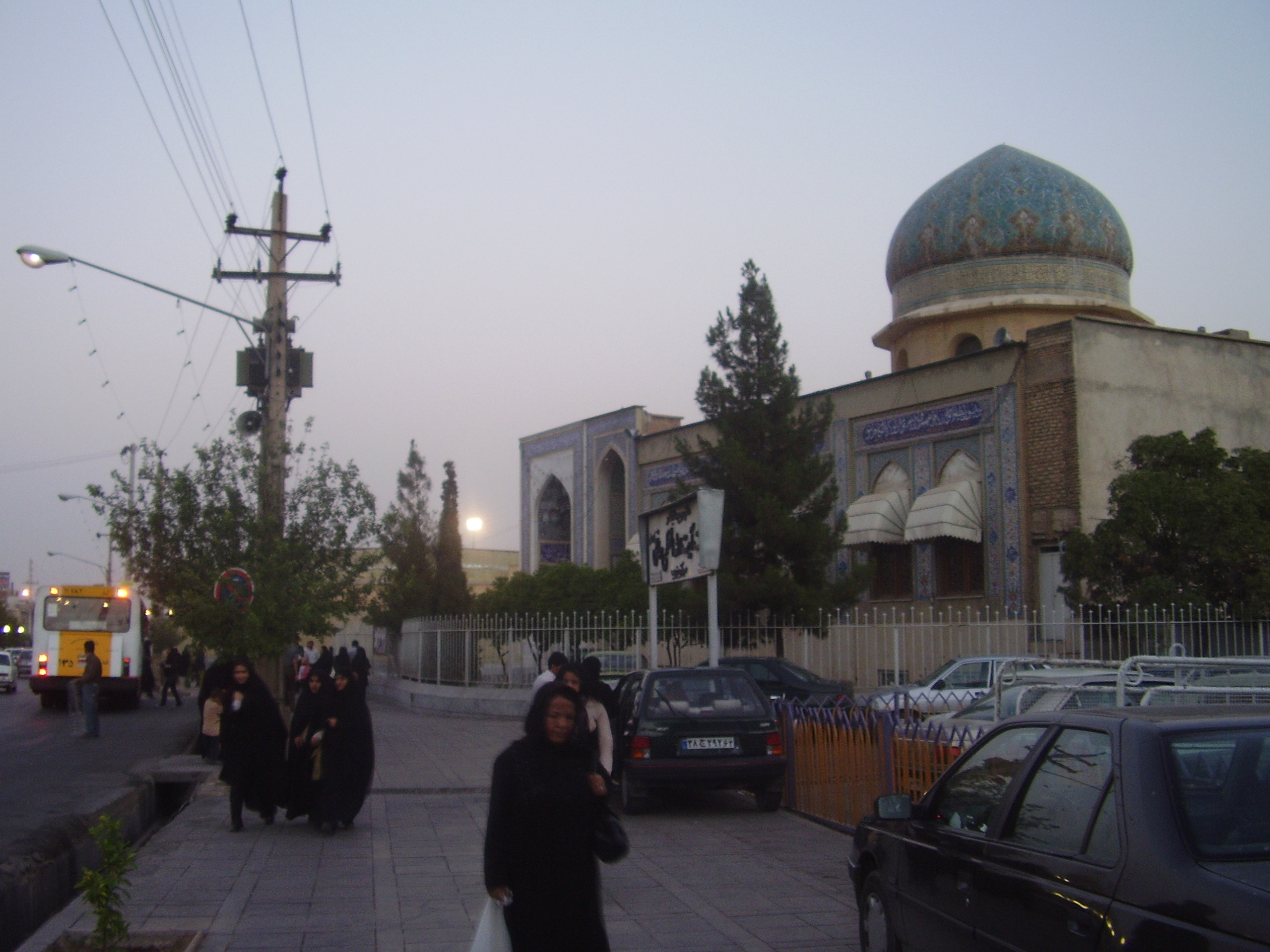
Das Haus des Bāb in Schiras, in dem er sich Mulla Husayn offenbarte, wurde zerstört und mit einer Moschee bebaut

Der Babismus (persisch بابی ها bābi hā, DMG bābī hā, Bahai-Transkription Bábí há), auch Bābi-Religion, ist eine vom Bāb begründete Religion, die in der Mitte des 19. Jahrhunderts in Iran entstand und in der Folge in der Bahai-Religion aufging. Der Religionsstifter Bāb strebte soziale Reformen zugunsten benachteiligter Bevölkerungsgruppen und eine bessere gesellschaftliche Stellung der Frau an. Er kündigte das baldige Kommen eines weiteren Gottesboten an, der ein Zeitalter des Friedens und der Gerechtigkeit prägen werde. Die allermeisten Bābi erkannten später den Anspruch von Bahāʾullāh an, ebendieser Verheißene zu sein und wurden als Bahai bekannt.
Die Zahl der Personen, die Bābi blieben, auch „Azali“ genannt, ist nicht bekannt. Manche Schätzungen belaufen sich auf wenige tausend Angehörige, welche größtenteils im Iran leben sollen. Ebenfalls ist nichts von der Existenz einer heutigen Azali-Gemeinde bekannt.
Als Heilige Schriften gelten die vom Bāb verfassten Werke wie die „arabische Erklärung“ (al-Bayan al-’Arabi) und die „persische Erklärung“ (Bayan-i farsi), das „Buch der Namen“ (Kitab-i Asma), die „Sieben Beweise“ (Dala’il-i Sab’ih), das Kitab-i panj sha’n und der Qayyūm al-Asmā.

## Geschichte
Vor allem die Anhänger des Schaichismus um Scheich Ahmad al-Ahsā’ī und Sayyid Kāzim Raschti erwarteten die Wiederkunft des Mahdi und Mulla Husayn sah in Sayyid Ali Muhammad schließlich dessen Wiederkunft. Der Perser Sayyid Ali Muhammad interpretierte die Mahdi-Vorstellung der Schiiten insofern um, als er im erwarteten Zwölften Imam einen rein spirituellen Erneuerer ohne weltlichen Machtanspruch sah. Ab 1844 beanspruchte er als Bāb, selbst dieser Erneuerer zu sein, und begründete damit eine neue Zeitrechnung. Seine Bewegung fand im ganzen Land rasche Verbreitung, stieß aber auch auf entschiedenen Widerstand der schiitischen Orthodoxie und der staatlichen Gewalt. Sein neues Religionsgesetz ist in seinem Buch „Bayan“ enthalten.
1846 wurde der Bāb gefangen genommen. Schon früher sorgten den „Bāb“ betreffende Erweiterungen des islamischen Glaubensbekenntnisses für Aufruhr. 1848 brachen Anhänger des Bāb auf der Konferenz von Badascht offen mit dem Kanon der Pflichten der Muslime. Der kleinere Teil der Gemeinde schloss sich später Subh-i-Azal an, wurde als Azali bezeichnet und suchte im „Bayan“ des Bab Ersatz. Der größere Teil sah in Bahāʾullāh den vom Bāb prophezeiten Religionsstifter und ging in dessen neuer Religion auf. Seine Anhänger bezeichneten sich fortan nach ihm als Bahai und trennten sich damit vollständig vom Islam.
Die Bahai sind die größte religiöse Minderheit im Iran und sie und ihre Vorläufer, die Bābi, sind seit ihrer Entstehung die 'Vogelfreien' der persischen Gesellschaft, nicht zuletzt, weil sie eine 'Kaste' von religiösen Vordenkern ablehnen. Ihre Verfolgungen sind seither immer eine innenpolitische Rechengröße gewesen. Mehr als 20.000 Bābi wurden aufgrund ihres Glaubens gefoltert und hingerichtet. Der Bāb selbst wurde im Juli 1850 öffentlich hingerichtet und zwei Jahre später wurden Qurrat al-ʿAin und 27 weitere Babis hingerichtet.